# Édouard Agache
Pour les articles homonymes, voir Agache.
Édouard Donat Louis Joseph Agache ou Édouard Agache-Kuhlmann, né le 6 juillet 1841 à Lille et mort le 16 août 1923 à Paris, est un industriel français. C'est un notable influent dans les industries textiles et chimiques du nord de la France.

## Biographie
Édouard Agache est le fils de Donat Agache, cofondateur en 1828 avec Florentin Droulers de l'entreprise Agache, filature de lin. L'entreprise Agache est reprise pas leurs deux fils, Édouard Agache et Charles Drouleurs qui en développe l’activité jusqu'à leur séparation amiable en 1870. L'entreprise Agache, renommée Établissements Agache fils, pilotée par les 7 enfants de Donat conserve l’usine de Pérenchies et Charles Droulers celle de Lille.
Les Établissements Agache fils sont, à partir des années 1870, un acteur majeur de la filière textile en lin. Edouard Agache sera auditionné en 1878 par une commission de l'Assemblée nationale dans le cadre d'une loi portant sur les prix et taxes pour la filière linière.
En 1872, Édouard Agache épouse Lucie, une des filles de l’industriel Frédéric Kuhlmann. En 1897, il prend la direction des Établissements Kuhlmann qu'il développe jusqu'en 1919.
En 1902, il est  président de la Société des sciences, de l'agriculture et des arts de Lille. Il a également été président de la société industrielle du Nord de la France.
À partir de 1906, Édouard Agache est également administrateur de la Compagnie des mines d'Anzin et de la Compagnie des chemins de fer du Nord. La Fosse Agache un charbonnage de Fenain mise en chantier en 1907, qui produit du charbon de 1913 à 1976, porte son nom. En 1923, il est président du Conseil d'administration des Établissements Agache fils et membre de la Chambre de commerce de Lille.
Il meurt 14 rue Weber à Paris et est inhumé au cimetière de Lille.

## Famille
Édouard Agache est le frère du peintre Alfred Agache et l'oncle de l'urbaniste Alfred Agache, fils de son frère Auguste.

## Distinctions
- Chevalier de la Légion d'honneur (décret du 20 octobre 1878)

## Hommages
Pérenchies (dont il a été conseiller municipal), Escaudain, Raismes et Condé-sur-l'Escaut possèdent une rue Édouard-Agache.
Une rue du Petit-Quevilly, où les établissements Kuhlmann ont acheté une usine en 1917, est nommé Agache-Kuhlmann.